# 鹿泉区

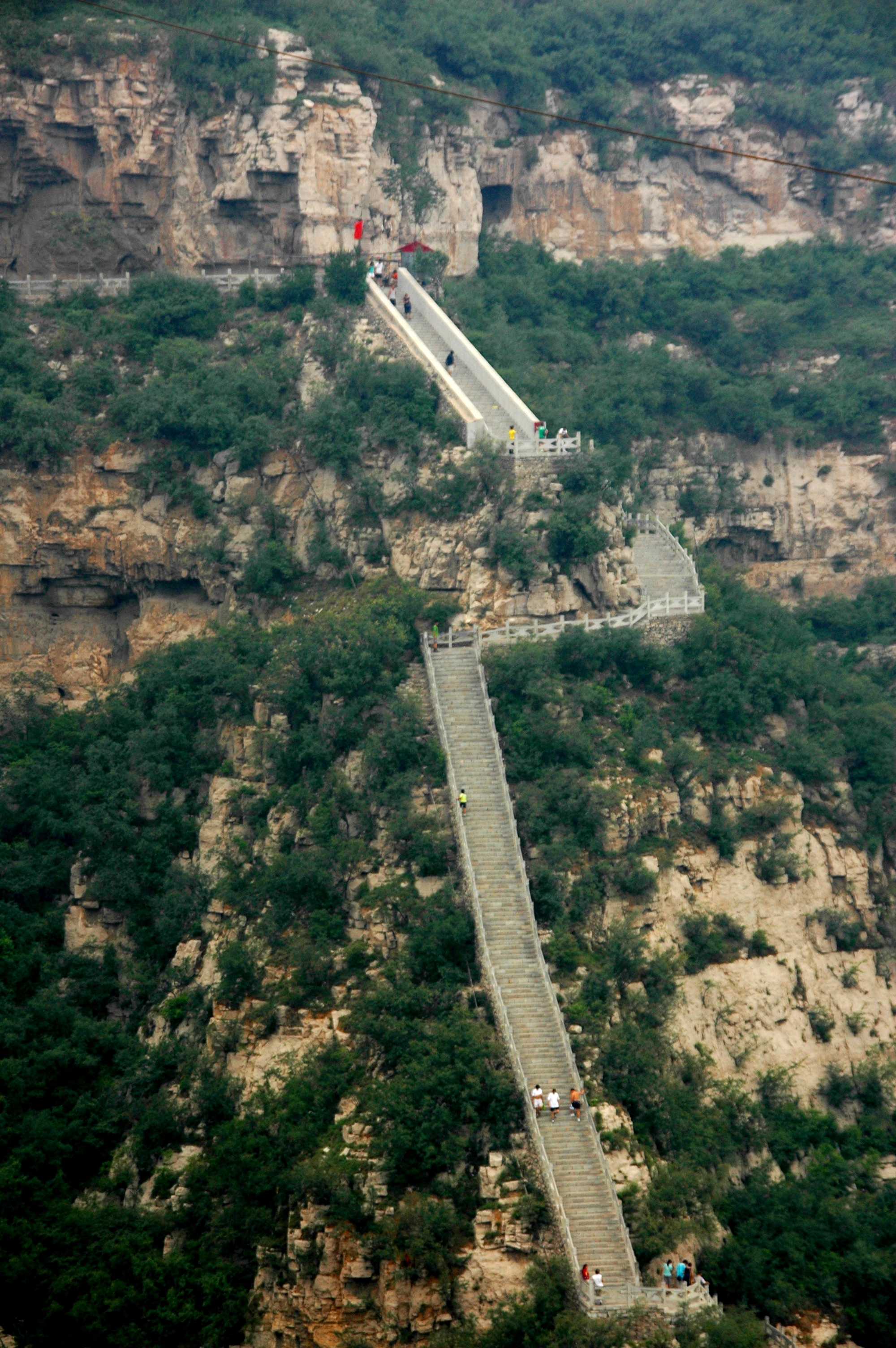
抱犢寨的山路

鹿泉区是中华人民共和国河北省石家庄市的一個市辖区。原名获鹿县，1994年升为县级市后改为现名。总面积603平方公里。區人民政府駐獲鹿鎮鎮寧路6號。

## 历史沿革
战国时为赵国石邑，在今北故邑村南，汉置石邑县，属常山郡；魏晋因之；北齐与井陉合并，名井陉，治原石邑城；隋县城迁至今石家庄市振头村附近，开皇六年与井陉分设，仍称石邑，开皇十六年以石邑西境析置鹿泉县，大业二年省，义宁初复置；唐初石邑为恒州州治，后州治迁至真定，因平定安史之乱，鹿泉改名为获鹿县（当地读音Huáilù），取「获擒安禄山」之意；宋并石邑入获鹿，仍属真定府；金初因之，金末为世侯武仙驻地，升为镇宁州。元初为西宁州，后仍降为县，属真定路，明属真定府，清属正定府。1994年，撤县设县级鹿泉市。2014年9月，撤市设石家庄市鹿泉区。
石家庄前身石門市在建市以前就是隶属于获鹿县的一个村庄，而目前石家庄的市区也在向鹿泉区扩展，许多大学的新校区和新动物园都向鹿泉区范围内迁移建设。

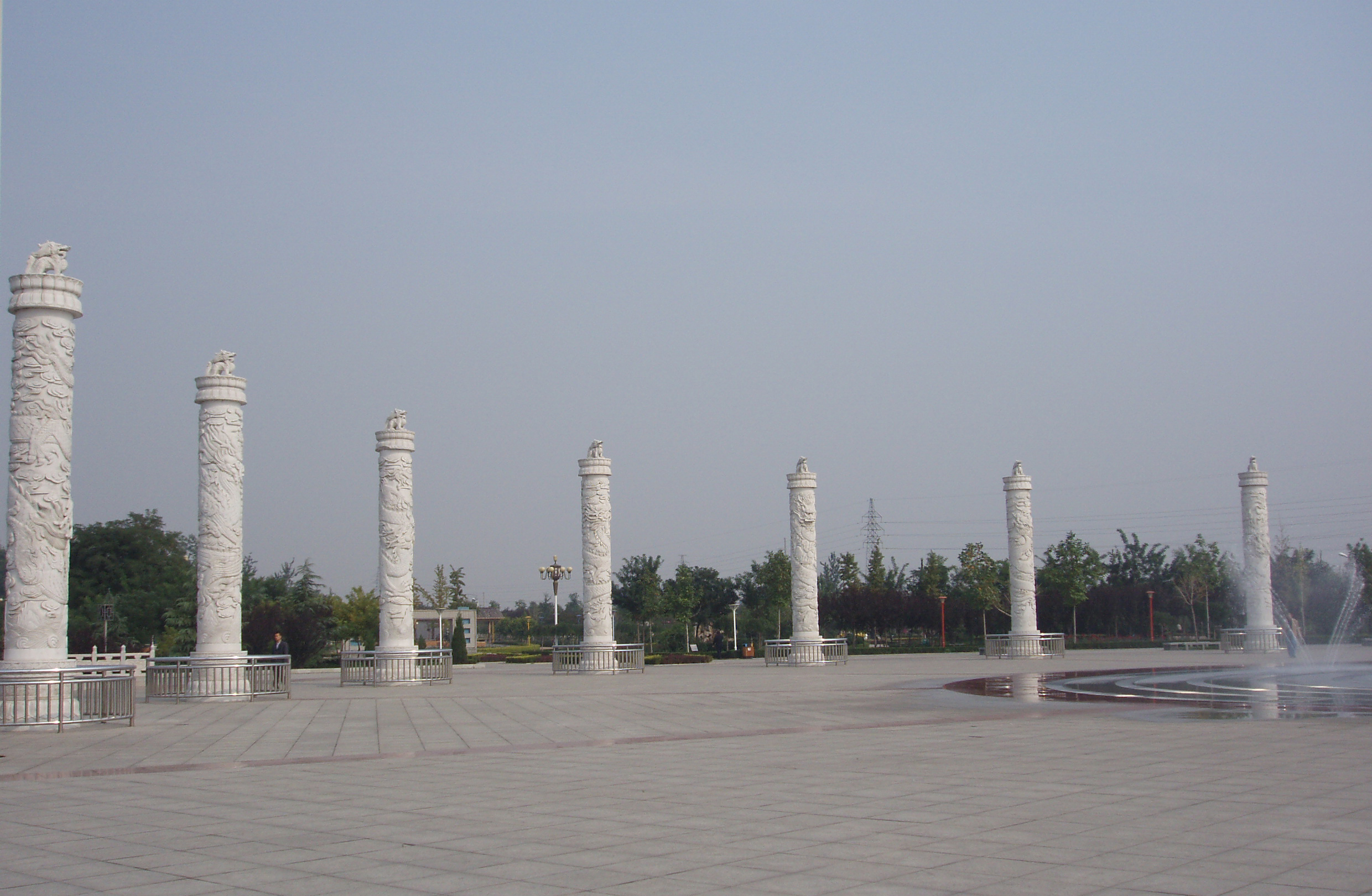
鹿泉区内的海山公园

## 人口
截至2020年11月1日零時，鹿泉區常住人口588279人。

## 地理
鹿泉区地处太行山麓，石家庄市西邻，其西部为丘陵，东部为冲积扇平原，海拔由100米逐渐降至65米，气候温和，年平均温度为13.3℃，1月份平均温度为-2.1℃，7月份为25.9℃。有大理石、石灰石等矿藏，农业以小麦、棉花、蔬菜种植为主。石太铁路和石家庄-太原高速公路都贯穿该区，交通便利。

## 行政区划
鹿泉区下辖9个镇、3个乡，共计208个行政村：
获鹿镇、铜冶镇、寺家庄镇、上庄镇、李村镇、宜安镇、黄壁庄镇、大河镇、山尹村镇、石井乡、白鹿泉乡、上寨乡和河北鹿泉经济开发区。

## 交通
- 铁路：石太铁路（石家庄－太原）
- 公路： 京昆高速、 青银高速、 307国道、 234国道、 205省道、 232省道、 301省道、 392省道、 西三环

## 旅游
- 石家庄市动物园
- 抱犊寨
- 土门关驿道小镇
- 石家庄辛玛王国主题乐园
- 龙泉湖
- 十里画廊
- 岸下石窑小镇
- 海山公园
- 谷家峪美丽乡村
- 西部长青旅游度假区
- 石柏公园
- 常馨谷
- 紫藤西山庄园
- 龙泉古镇
- 龙山蜡像馆
- 封龙山
- 石家庄市植物园
- 挂云山
- 莲花山